# Sabah State Railway
| Sabah State Railway Streckenkarte |                                                       |                           |                           |
| Streckenlänge: | 134 km                                                |                           |                           |
| Spurweite: | 1000 mm (Meterspur)                                   |                           |                           |
| Streckengeschwindigkeit: | Tanjung Aru–Beaufort: 80 km/h Beaufort–Tenom: 50 km/h |                           |                           |
| Zweigleisigkeit: | nein                                                  |                           |                           |
| |                                                       |                           |                           |
| \| \| 0,0 \| Jesselton-Kai, Docks \| Jesselton-Kai, Docks \| \| \| 0,6 \| Kota Kinabalu (Jesselton) \| Kota Kinabalu (Jesselton) \| \| \| 2,0 \| Sembulan (Sekretariat) \| Sembulan (Sekretariat) \| \| \| 5,1 \| Muatan \| Muatan \| \| \| 5,8 \| Tanjung Aru \| Tanjung Aru \| \| \| \| Moyog-Seitenarm \| \| \| \| 11,9 \| Putatan \| Putatan \| \| \| \| Moyog \| \| \| \| \| Bundesstraße 1 \| \| \| \| \| neues Depot \| \| \| \| \| \| \| \| \| 20,3 \| Kinarut \| Kinarut \| \| \| 27,3 \| Kawang \| Kawang \| \| \| 33,0 \| Länge: 185 m \| Länge: 185 m \| \| \| \| Papar-Fluss \| \| \| \| 38,5 \| Papar \| Papar \| \| \| \| \| \| \| \| 49,7 \| Kimanis \| Kimanis \| \| \| \| \| \| \| \| 62,2 \| Bongawan \| Bongawan \| \| \| 69,5 \| Schienenmaterialdepot \| Schienenmaterialdepot \| \| \| 72,2 \| Membakut \| Membakut \| \| \| \| \| \| \| \| \| Bundesstraße 1 \| \| \| \| \| Bundesstraße 1 \| \| \| \| \| Bundesstraße 1 \| \| \| \| 90,5 0 \| Beaufort \| Beaufort \| \| \| \| \| \| \| \| \| Padas \| \| \| \| 3 \| Beauforth South \| Beauforth South \| \| \| 20 \| Lumadan \| Lumadan \| \| \| \| \| \| \| \| 23 \| Bukau \| Bukau \| \| \| 38 \| Weston \| Weston \| \| \| 105,8 \| Saliwangan \| Saliwangan \| \| \| \| \| \| \| \| 110,9 \| Halogilat \| Halogilat \| \| \| \| \| \| \| \| 119,2 \| Rayoh \| Rayoh \| \| \| 128,7 \| Pangi \| Pangi \| \| \| 136,0 \| Länge: 40 m \| Länge: 40 m \| \| \| 139,6 \| Tenom \| Tenom \| \| \| 149 \| Lagut \| Lagut \| \| \| 155 \| Melalap \| Melalap \| |                                                       |                           |                           |
| Betriebs-/Güterbahnhof Streckenanfang (Strecke außer Betrieb) | 0,0                                                   | Jesselton-Kai, Docks      | Jesselton-Kai, Docks      |
| Bahnhof (Strecke außer Betrieb) | 0,6                                                   | Kota Kinabalu (Jesselton) | Kota Kinabalu (Jesselton) |
| Haltepunkt / Haltestelle Strecke bis hier außer Betrieb | 2,0                                                   | Sembulan (Sekretariat)    | Sembulan (Sekretariat)    |
| ehemaliger Dienststation / Betriebs- oder Güterbahnhof | 5,1                                                   | Muatan                    | Muatan                    |
| Bahnhof | 5,8                                                   | Tanjung Aru               | Tanjung Aru               |
| Brücke über Wasserlauf |                                                       | Moyog-Seitenarm           | Moyog-Seitenarm           |
| Bahnhof | 11,9                                                  | Putatan                   | Putatan                   |
| Brücke über Wasserlauf |                                                       | Moyog                     | Moyog                     |
| Bahnübergang |                                                       | Bundesstraße 1            | Bundesstraße 1            |
| Abzweig geradeaus und von links |                                                       | neues Depot               | neues Depot               |
| Brücke über Wasserlauf |                                                       |                           |                           |
| Bahnhof | 20,3                                                  | Kinarut                   | Kinarut                   |
| Bahnhof | 27,3                                                  | Kawang                    | Kawang                    |
| Tunnel | 33,0                                                  | Länge: 185 m              | Länge: 185 m              |
| Brücke über Wasserlauf |                                                       | Papar-Fluss               | Papar-Fluss               |
| Bahnhof | 38,5                                                  | Papar                     | Papar                     |
| Brücke über Wasserlauf |                                                       |                           |                           |
| Bahnhof | 49,7                                                  | Kimanis                   | Kimanis                   |
| Brücke über Wasserlauf |                                                       |                           |                           |
| Bahnhof | 62,2                                                  | Bongawan                  | Bongawan                  |
| Dienststation / Betriebs- oder Güterbahnhof | 69,5                                                  | Schienenmaterialdepot     | Schienenmaterialdepot     |
| Bahnhof | 72,2                                                  | Membakut                  | Membakut                  |
| Brücke über Wasserlauf |                                                       |                           |                           |
| Bahnübergang |                                                       | Bundesstraße 1            | Bundesstraße 1            |
| Bahnübergang |                                                       | Bundesstraße 1            | Bundesstraße 1            |
| Bahnübergang |                                                       | Bundesstraße 1            | Bundesstraße 1            |
| Bahnhof | 90,5 0                                                | Beaufort                  | Beaufort                  |
| Strecke von links (außer Betrieb) · Abzweig geradeaus und ehemals nach rechts |                                                       |                           |                           |
| Brücke über Wasserlauf (Strecke außer Betrieb) · Strecke |                                                       | Padas                     | Padas                     |
| Bahnhof (Strecke außer Betrieb) · Strecke | 3                                                     | Beauforth South           | Beauforth South           |
| Bahnhof (Strecke außer Betrieb) · Strecke | 20                                                    | Lumadan                   | Lumadan                   |
| Brücke über Wasserlauf (Strecke außer Betrieb) · Strecke |                                                       |                           |                           |
| Bahnhof (Strecke außer Betrieb) · Strecke | 23                                                    | Bukau                     | Bukau                     |
| Kopfbahnhof Streckenende (Strecke außer Betrieb) · Strecke | 38                                                    | Weston                    | Weston                    |
| Bahnhof | 105,8                                                 | Saliwangan                | Saliwangan                |
| Brücke über Wasserlauf |                                                       |                           |                           |
| Bahnhof | 110,9                                                 | Halogilat                 | Halogilat                 |
| Brücke über Wasserlauf |                                                       |                           |                           |
| Bahnhof | 119,2                                                 | Rayoh                     | Rayoh                     |
| Bahnhof | 128,7                                                 | Pangi                     | Pangi                     |
| Tunnel | 136,0                                                 | Länge: 40 m               | Länge: 40 m               |
| Kopfbahnhof Strecke ab hier außer Betrieb | 139,6                                                 | Tenom                     | Tenom                     |
| Haltepunkt / Haltestelle (Strecke außer Betrieb) | 149                                                   | Lagut                     | Lagut                     |
| Kopfbahnhof Streckenende (Strecke außer Betrieb) | 155                                                   | Melalap                   | Melalap                   |

Die Sabah State Railway (SSR) ist eine staatliche Eisenbahngesellschaft im Bundesstaat Sabah in Malaysia. Sie unterhält das derzeit einzige Schienentransport-System auf der Insel Borneo. Das Streckennetz besteht aus einer einzigen 134 km langen Linie von Tanjung Aru bei Kota Kinabalu bis zur Stadt Tenom im Hinterland von Sabah. Die Sabah State Railway war früher als North Borneo Railway bekannt.

## Geschichte
In den 1880er und 1890er Jahren begann der großflächige Tabakanbau in Sabah, veranlasst durch die North Borneo Chartered Company. 1894 wurde William Clarke Cowie zum Geschäftsführer der British North Borneo Company ernannt und beauftragt, eine logistische Lösung für den Transport des Tabaks zu finden. Inspiriert vom Erfolg der Eisenbahn auf der Halbinsel Malaya schlug Cowie den Bau einer Eisenbahnlinie vor.
Der Bau der North Borneo Railway begann im Jahre 1896 unter der Leitung des Bauingenieurs Louis Tomlinson. Ursprünglich sollte die Eisenbahn vor allem dem Transport von Tabak aus dem Landesinneren an die Küste dienen. Die erste Teilstrecke von 32 km Länge verlief deshalb vom Bukau River nach Norden bis Beaufort und nach Süden bis zum Hafen von Weston. Die Eröffnung der Strecke erfolgte am 3. Februar 1898. Diese Strecke wurde dann von 1903 bis 1905 um eine 48 km lange Strecke nach Tenom verlängert. 1906 erfolgte die Verlängerung um 16 km von Tenom nach Melalap. Für die technisch aufwändigen und unter großen Strapazen errichteten Teilstrecken wurden Arbeiter aus China, vor allem aus der Provinz Guangdong und der Minderheit der Hakka, eingestellt.
Zur gleichen Zeit wurde die George Pauling & Company beauftragt, eine zweite Strecke von Beaufort nach Jesselton, dem heutigen Kota Kinabalu, zu bauen, da es sich herausgestellt hatte, dass der Hafen in Weston zu flach für größere Schiffe war. Die Linie verlief an oder nahe der Küste und wurde 1903 fertiggestellt. Mit dem Ende der Bauarbeiten hatte das Streckennetz eine Ausdehnung von etwa 193 km erreicht. Eine noch 1899 geplante Erweiterung um eine Ost-West-Verbindung von Tenom nach Cowie Harbour wurde nie realisiert.
1930 erreichte die Weltwirtschaftskrise auch Borneo. Der Handel kam nahezu zum Erliegen und das Transportgeschäft mit Naturkautschuk und Tabak brach vollständig zusammen. Kaum hatte sich das Land von den Folgen der Wirtschaftskrise erholt, begann der Zweite Weltkrieg. Nordborneo wurde von der japanischen 37. Armee unter Generalleutnant Baba Masao besetzt. Trotz vieler Beschwernisse wurde der Betrieb provisorisch aufrechterhalten. Zwischen den zerstörten Brücken verkehrten Züge und zerstörte Lokomotiven wurden durch umgebaute Militärfahrzeuge – sogenannte „Schienen-Jeeps“ – ersetzt. Als die 9. Division der Australian Imperial Force (AIF) Nord-Borneo zurückerobert hatte, waren die Gleisanlagen jedoch fast vollständig zerstört. 1945 wurde die Eisenbahn von der australischen 24. Infanterie-Brigade betrieben, als Triebfahrzeuge wurden hauptsächlich umgebaute Jeeps eingesetzt.
Nach dem Krieg stand Nordborneo als Kolonie unter britischer Verwaltung. Unter dem Druck des erforderlichen riesigen Reparaturvolumens zur Wiederherstellung der zerstörten Eisenbahnlinie trat die British North Borneo Company ihre Eigentümerrechte an der North Borneo Railway an das British Colonial Office ab. Damit gehörte die North Borneo Railway bis zur Unabhängigkeit Malaysias im Jahr 1963 der britischen Krone.
1949 brachte die North Borneo Railway ein ehrgeiziges Programm auf den Weg, um das Netz zu sanieren und den Service zu verbessern. Eine ähnliche Initiative wurde auch 1960 durchgeführt. Trotzdem mussten der Streckenabschnitt nach Weston 1963 und die Strecke von Melalap nach Tenom im Jahre 1970 stillgelegt werden. Die hohen Betriebskosten der wenig genutzten Teilstrecken und die Konkurrenz durch die vielen neugebauten Straßen machten diese Strecken unrentabel. 1974 wurde schließlich die Hauptstrecke um das Stück zwischen dem Hafen Kota Kinabalu und dem ehemaligen Betriebsbahnhof Sekretariat gekürzt. 2006 war die gesamte Strecke wegen Wartungs- und Instandhaltungsarbeiten außer Betrieb. Die Strecke Tanjung Aru–Tenom wurde am 21. Februar 2011 wiedereröffnet.
Insgesamt sind auf der Strecke 14 öffentliche Bahnhöfe und Haltepunkte verteilt, sowie weitere nichtöffentliche Betriebseinrichtungen, die Depots und Ausbesserungsstätten und ein Lager für Oberbaumaterial. Der ehemalige Betriebsbahnhof „Sekretariat“ wird erst seit ein paar Jahren unter dem Namen „Sembulan“ für die Öffentlichkeit genutzt. Zwischen Beaufort und Tenom sind etwa 20 weitere nicht im Fahrplan verzeichnete Haltepunkte verteilt, die eine infrastrukturelle Anbindung von Einzelhäusern und Siedlungen im straßenlosen Padas-Tal sicherstellen.

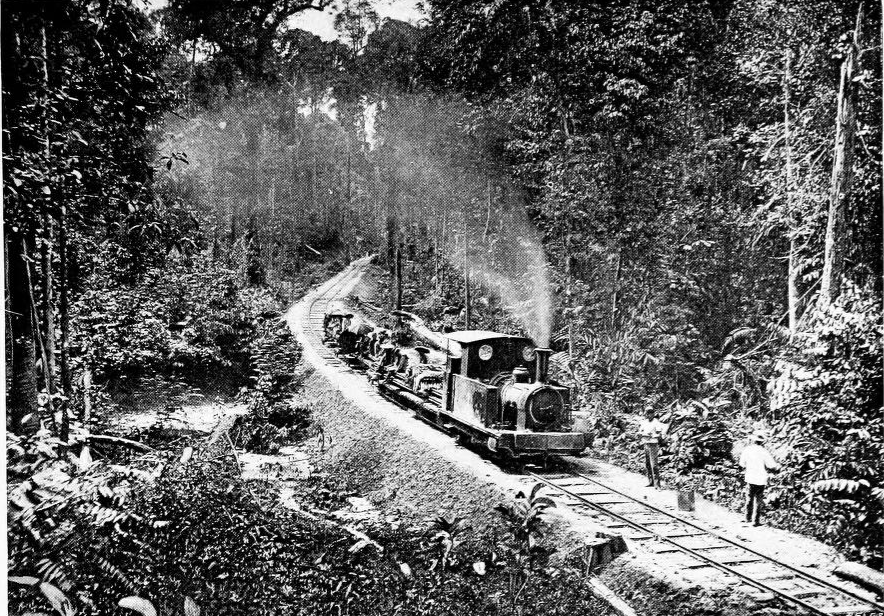
Eröffnung (3. Februar 1898)
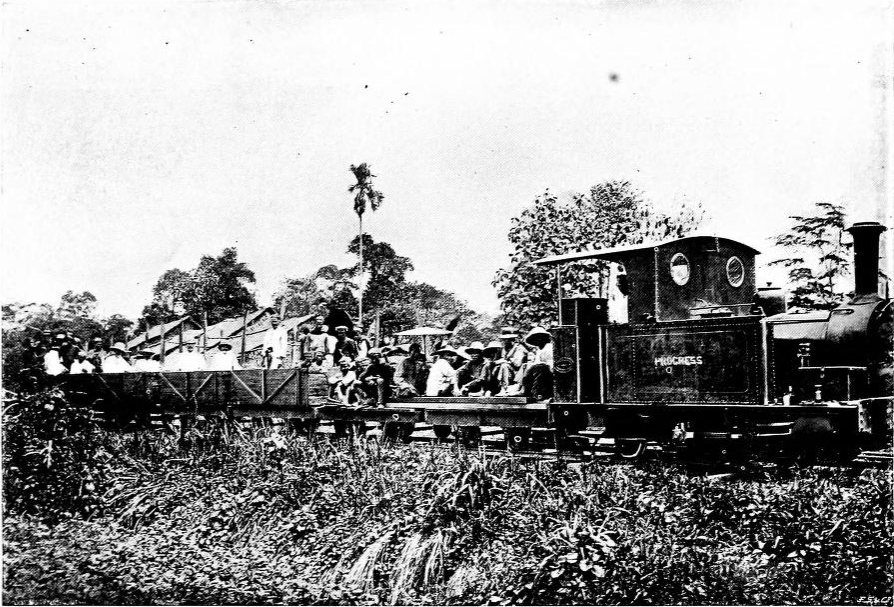
Noch mal 1898
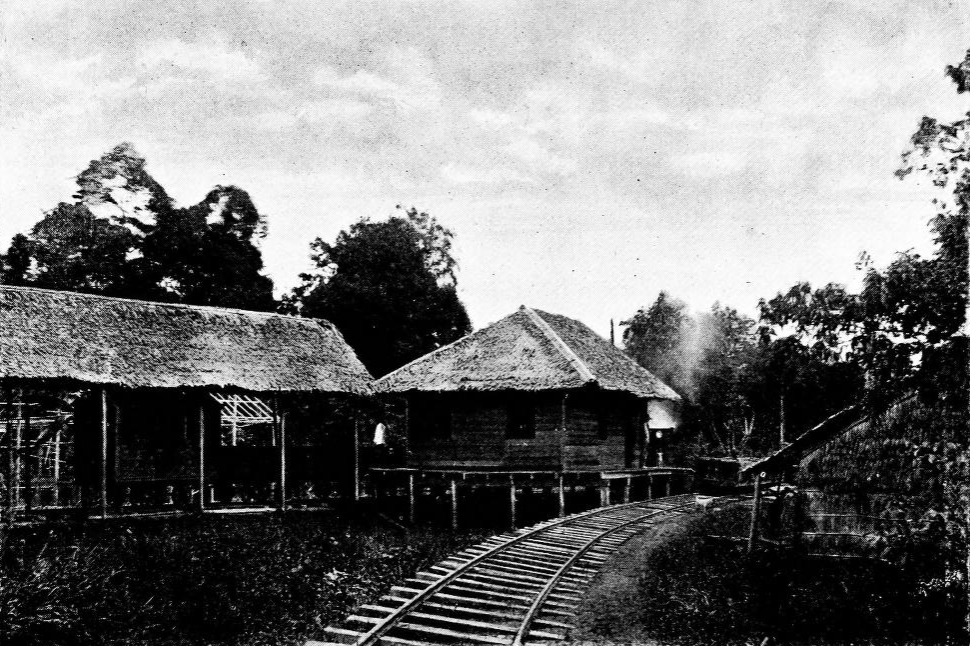
Erster Bahnhof der North Borneo Railway
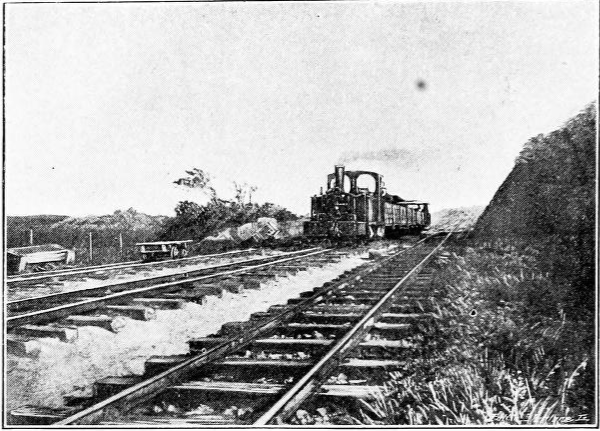
Güterzug (1898)
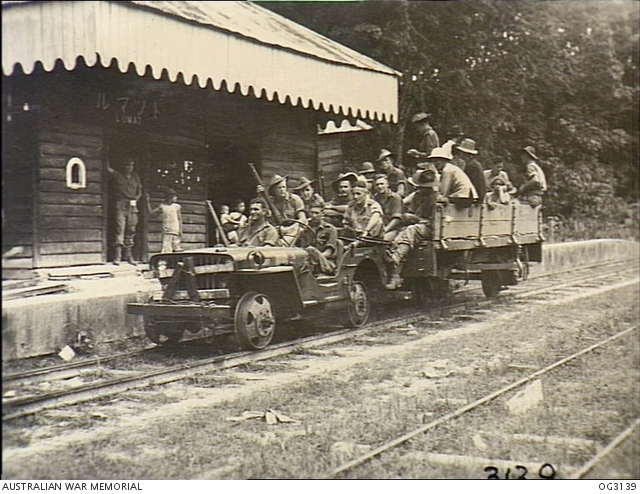
Jeepomotive (1945)

## Historische technische Ausrüstung
Seit den ersten Anfängen im Jahr 1896 bis heute wurden verschiedene Lokomotivtypen für den Reise- und Güterzugbetrieb benutzt. Dampfloks wurden bis in die 1970er Jahre eingesetzt, darunter die
- Lokomotiven Gaya No. 6 and Sir H. Ralph Hone, gebaut von Hunslet Engine Company Ltd., England. Sie wurden 1912 angeschafft und bis 1968 betrieben. Beide Lokomotiven stehen heute im Museum des Bundesstaats Sabah in Kota Kinabalu.
- Lokomotive Sentinel No. 13, gebaut von Sentinel Wagon Works Ltd., England. Sie wurde 1927 ausgeliefert und bis 1964 betrieben.

1913 erwarb die Gesellschaft aus der Konkursmasse der vormals an der Marudu Bay tätigen British Borneo Exploration Syndicate Company Limited die Lokomotiven BILIAJONG (Typ „Waterloo“, Baujahr 1905, Fabriknummer 767, gebaut von Kerr Stuart) und MARUDU (gebaut von Dick Kerr & Co. Limited, Engineers and Contractors, London and Kilmarnock, 1905). Während BILIAJONG bereits kurz nach dem Kauf verschrottet wurde, wurde die Lok MARUDU in Jesselton eingesetzt und überstand beide Weltkriege. Sie wurde erst 1954 verschrottet.
Wegen der nahezu unerschöpflichen riesigen Waldflächen Sabahs wurde von Anfang an auf Holzfeuerung gesetzt. Zudem war die Eisenbahnstrecke in ihrem gesamten Verlauf entweder von Dschungel umgeben oder verlief nahe dem Dschungel, so dass eine preiswerte Versorgung mit Brennstoff sichergestellt war.
Frühere Aufzeichnungen des rollenden Materials belegen folgenden Bestand:
| Rollendes Material        | Anzahl 1941 | Anzahl 1949 |
| ------------------------- | ----------- | ----------- |
| Dampflok                  | 21          | 4           |
| Petroleumlok              | –           | 4           |
| Schienenbus (6 Personen)  | 8           | 4           |
| Schienenbus (52 Personen) | –           | –           |
| Schienen-Jeeps            | –           | 7           |
| Güterwagen                | 156         | 144         |
| Reisezugwagen             | 36          | 18          |

1971 wurden die Dampfloks durch Dieselloks ersetzt, die billiger, schneller und betriebsfreundlicher waren. Diese Diesellokomotiven stammten von den japanischen Firmen Kawasaki, Hitachi und Nippon Sharyo.

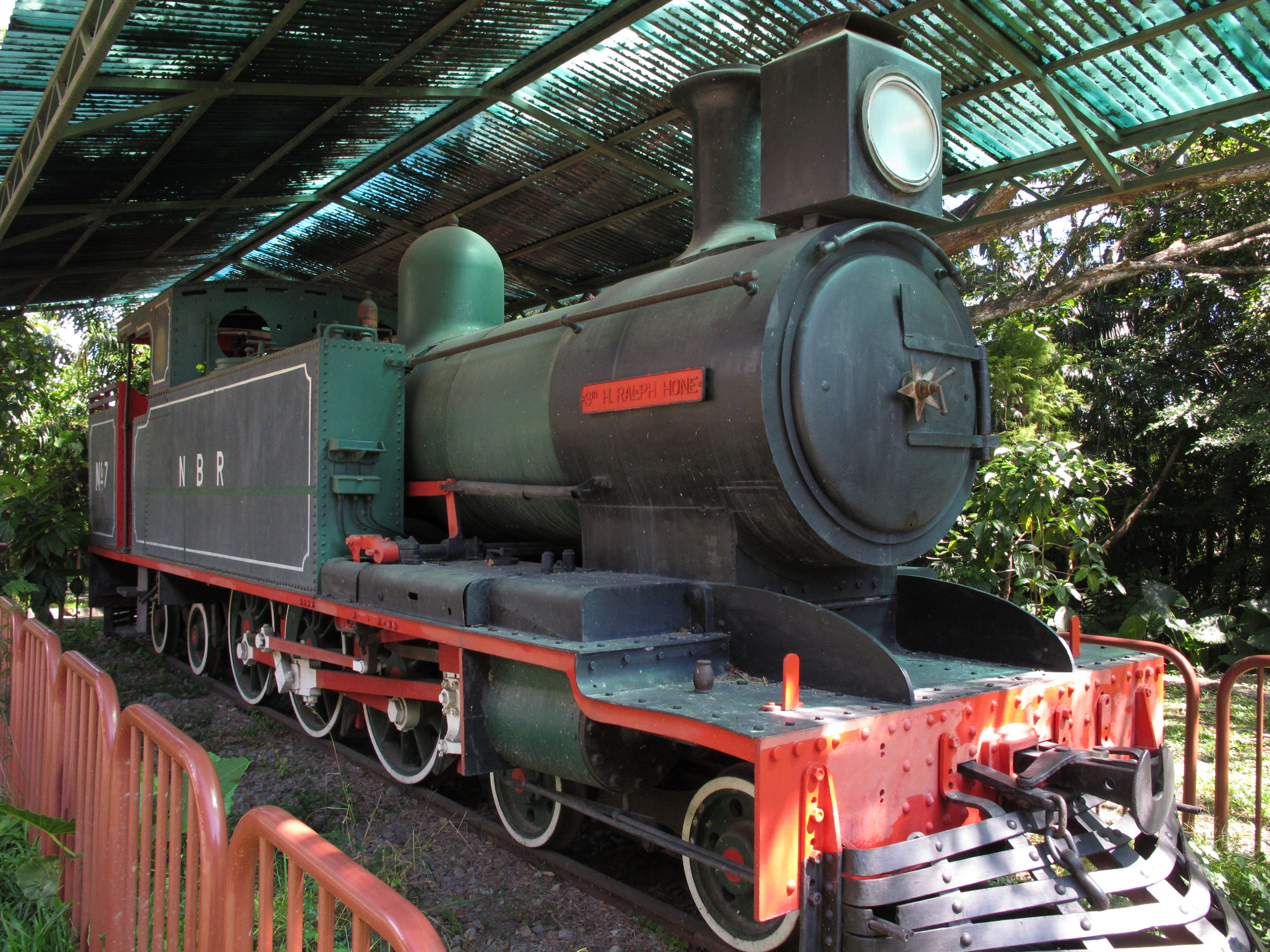
Lokomotive „Sir H. Ralph Hone“
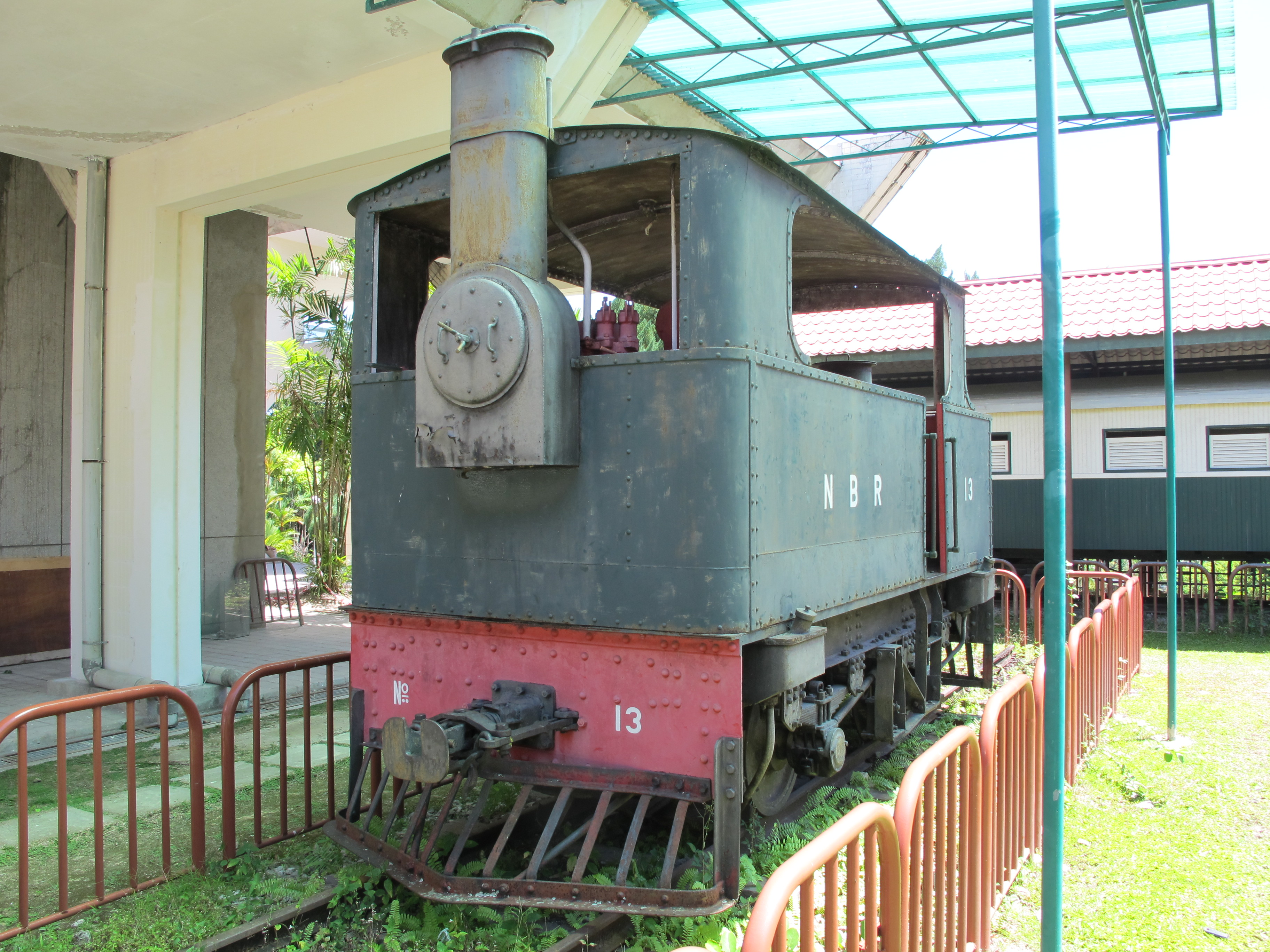
Lokomotive „Sentinel No. 13“
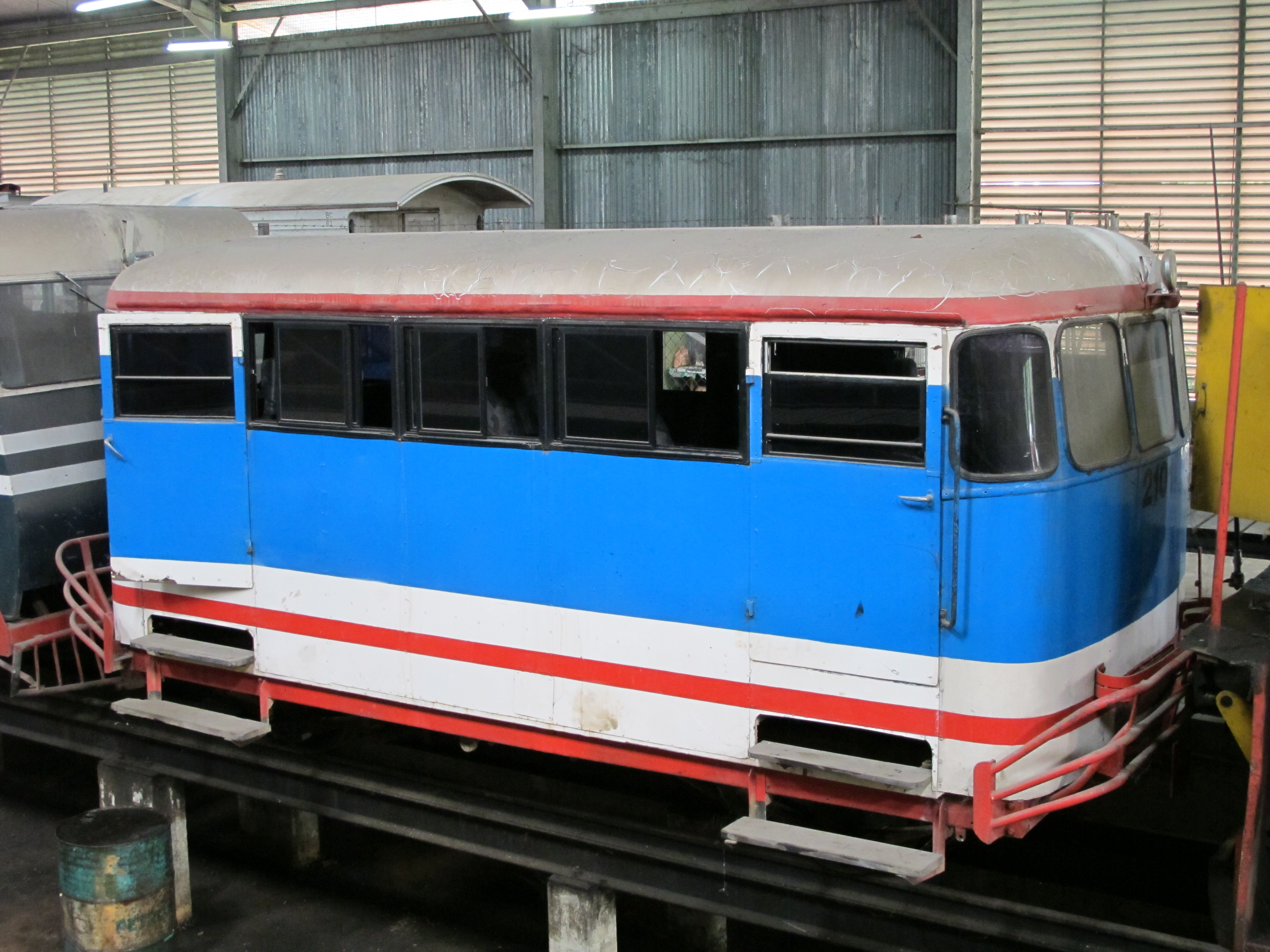
Schienenbus aus der Kolonialzeit (Tanjung Aru Depot)
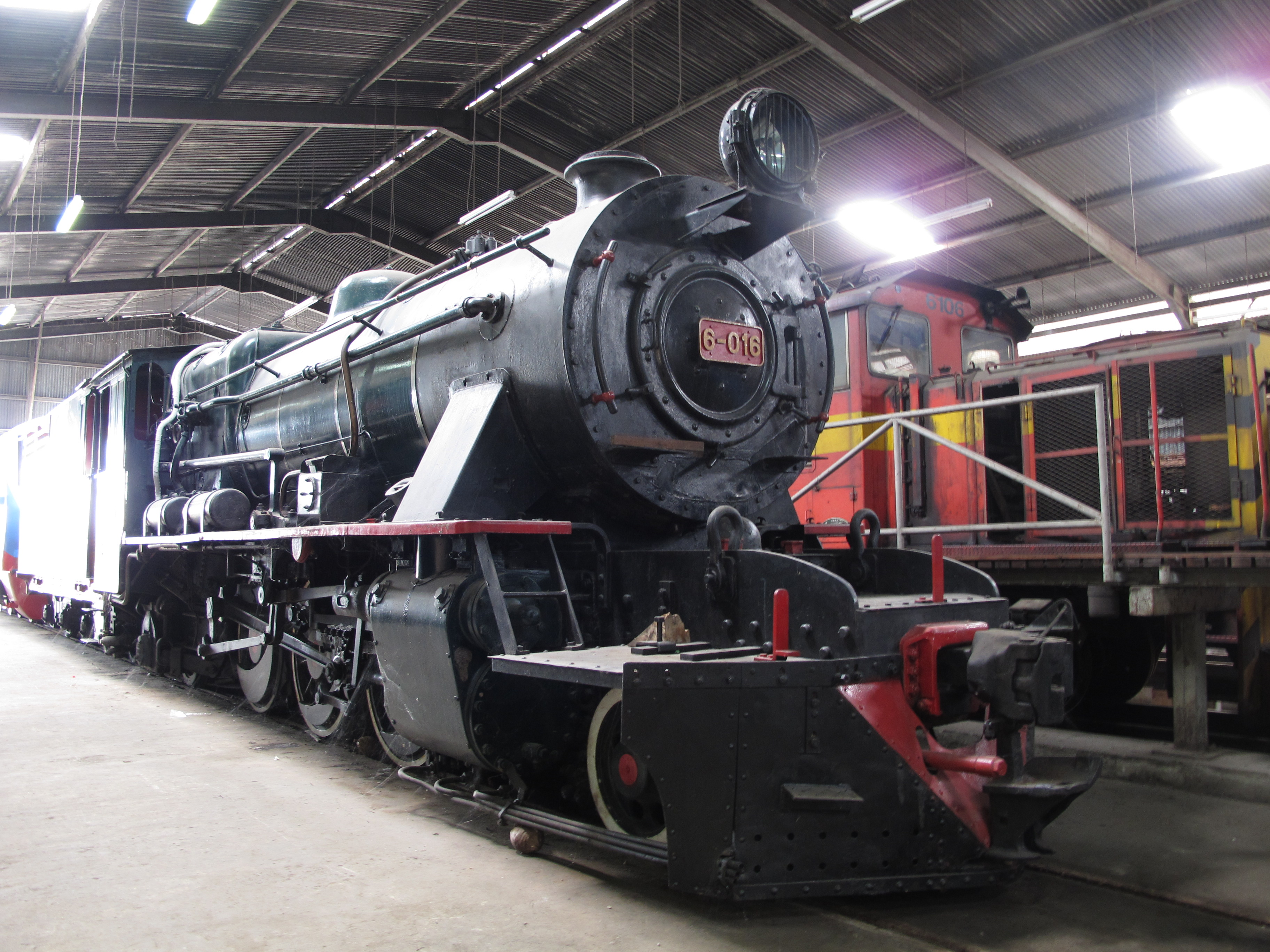
Dampflok Vulcan 06-016 von 1955
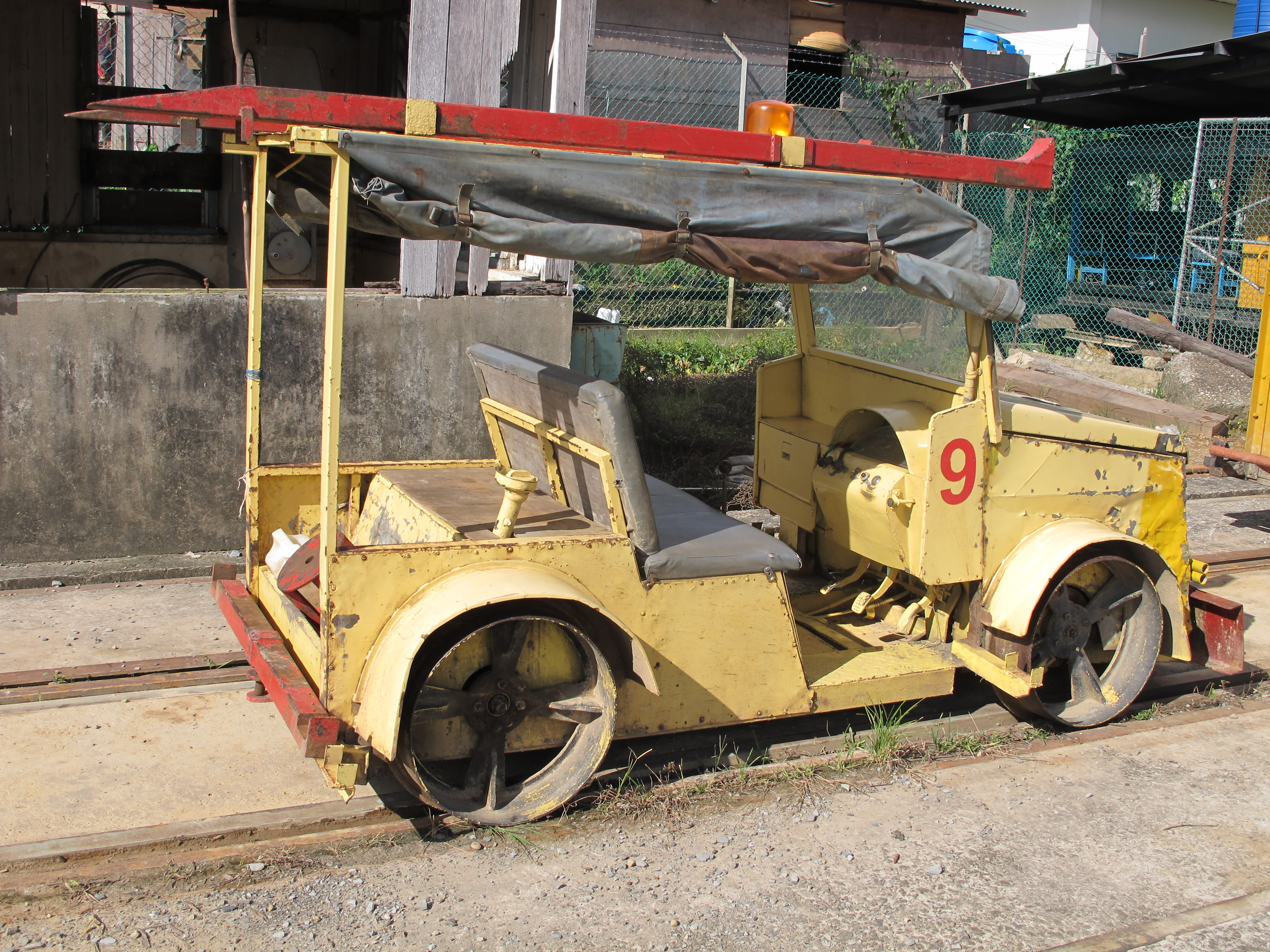
Jeepomotive am Bahnhof Beaufort

## Technische Ausrüstung heute

### Personenverkehr
Bis vor kurzem wurde der Reiseverkehr mit zweiteiligen Dieseltriebwagen aus dem Jahr 1970 abgewickelt. Diese Einheiten haben nur eine einzige Klasse (Economy) und besitzen keine Klimaanlage. SSR hat außerdem noch reguläre Reisezugwagen, die auch Güterzügen beigestellt werden können. Auch diese Wagen haben nur eine Klasse und keine Klimaanlage.
Für die Wiedereröffnung der Strecke im Jahr 2011 wurden neue Dieseltriebwagen und vollklimatisierte Reisezugwagen der chinesischen Firma CSR angeschafft.

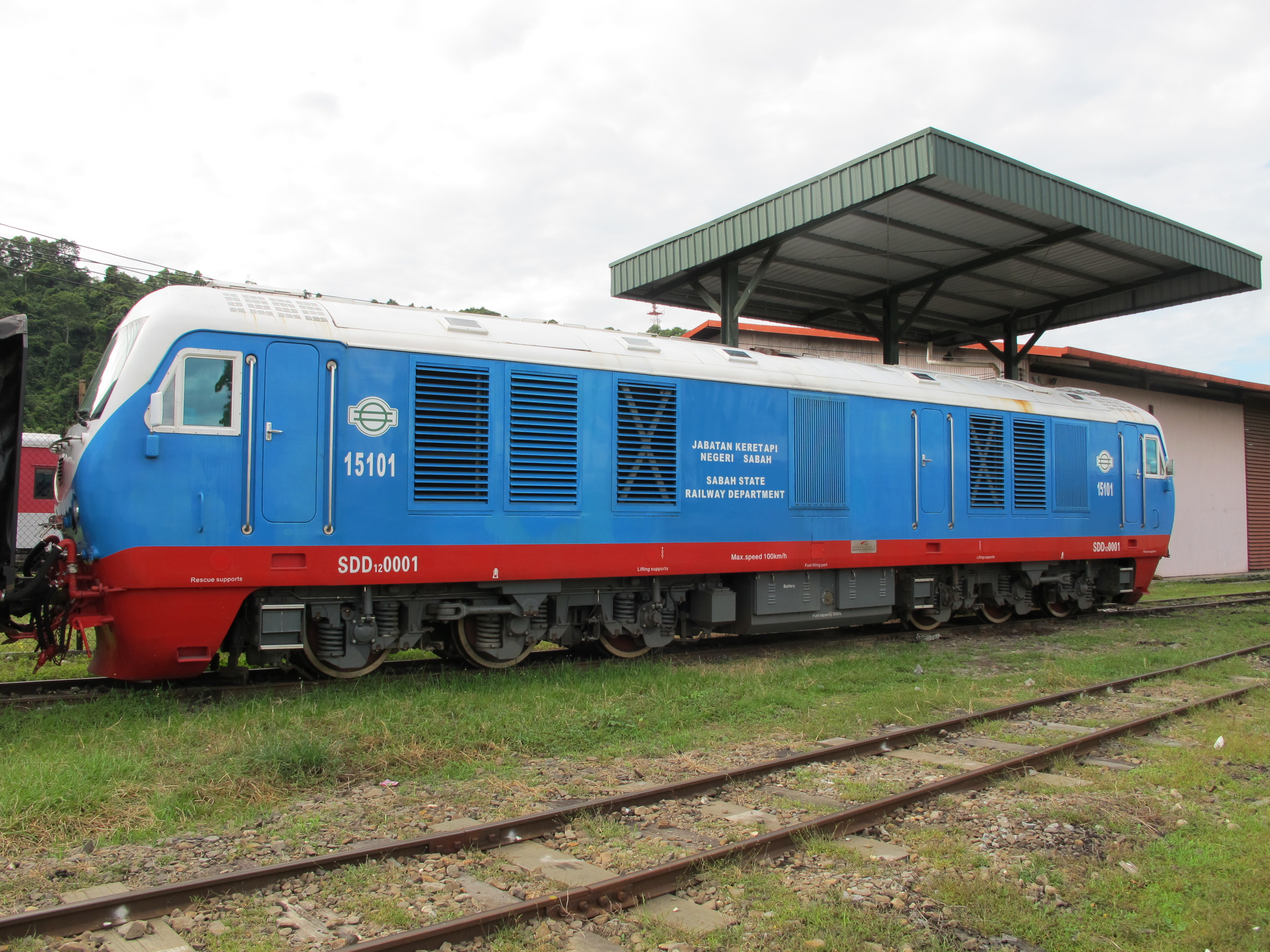
Lokomotive der chinesischen Firma CSR von 2009
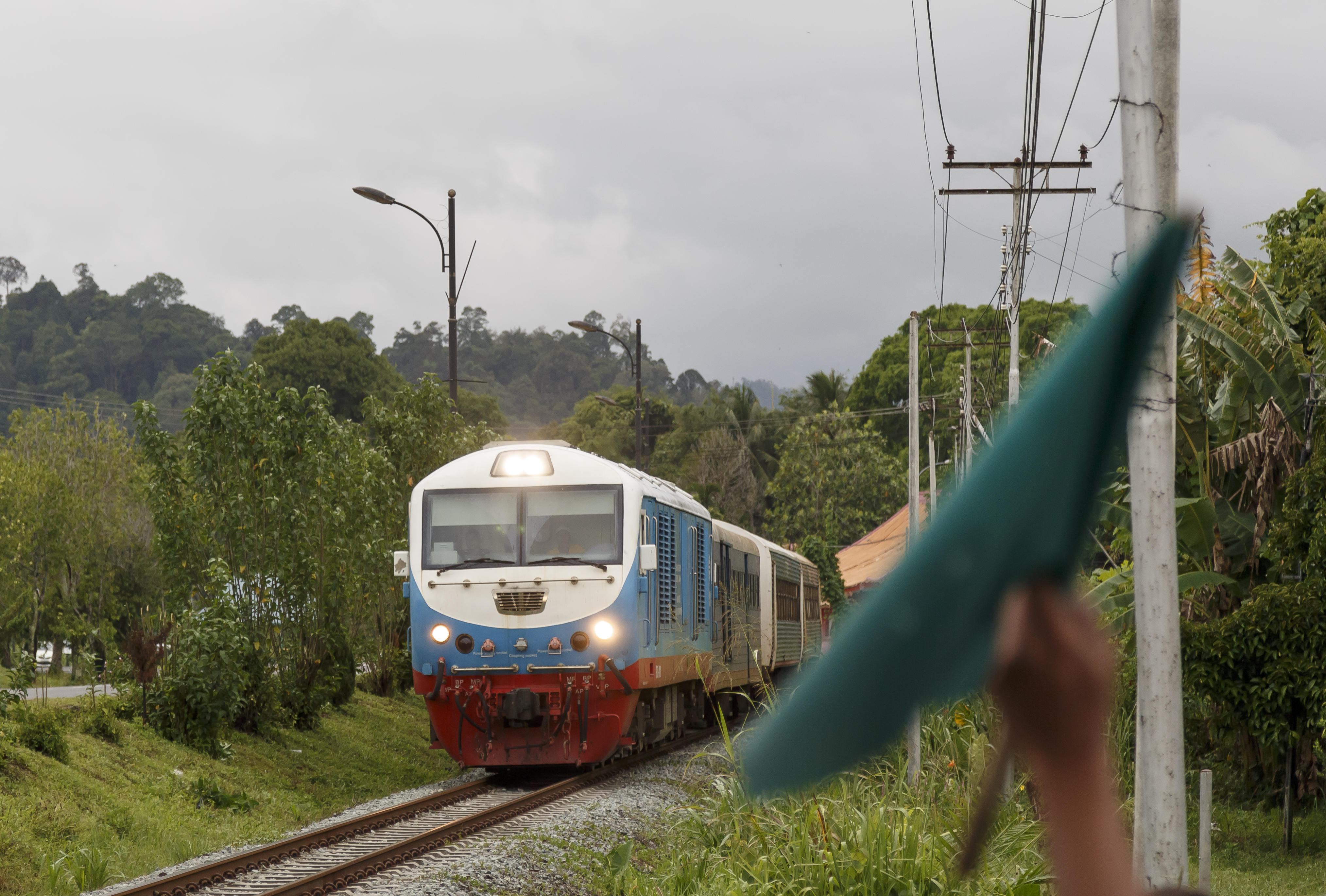
Zug vor Beaufort
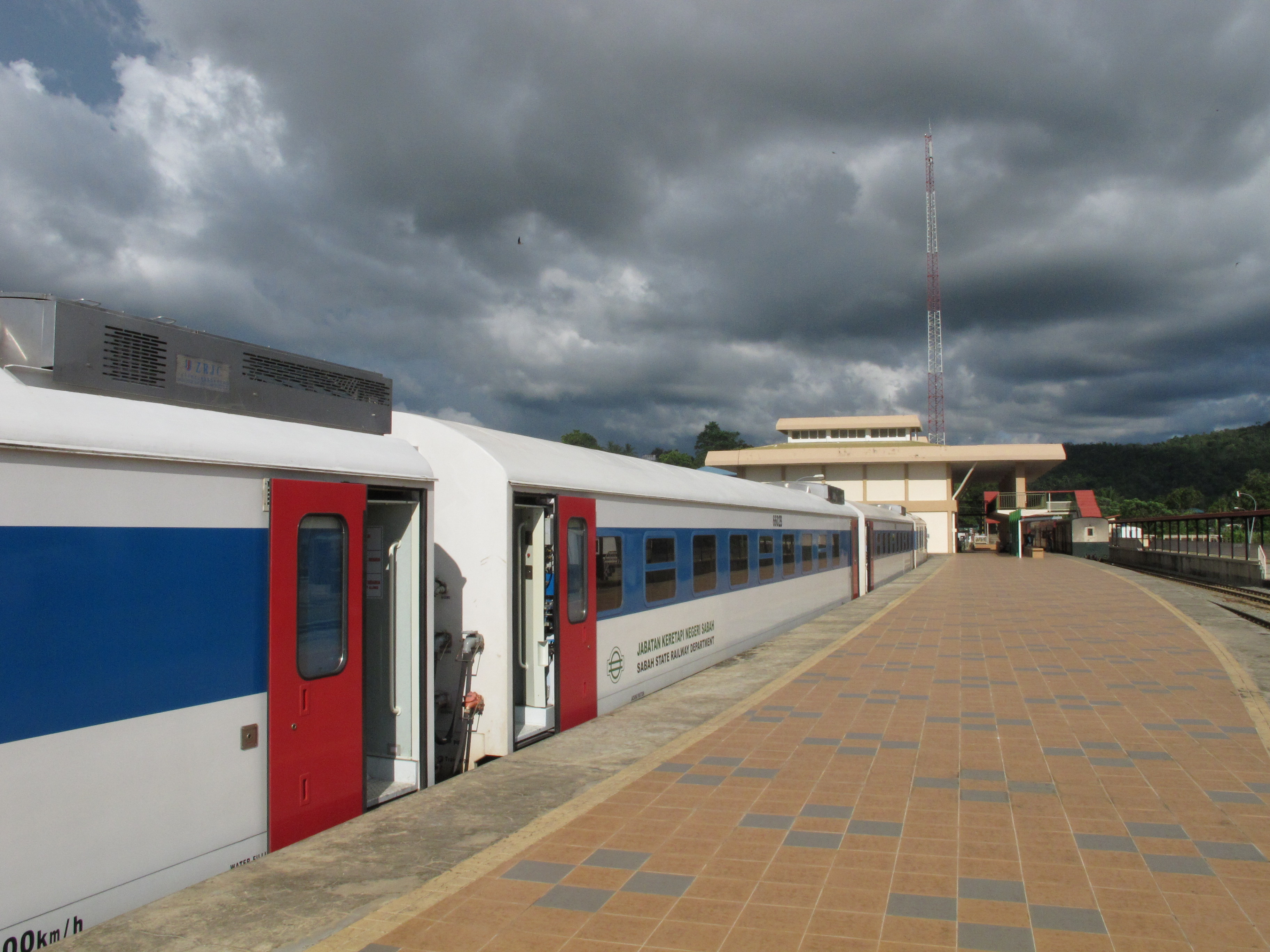
Reisezug im Bahnhof Beaufort
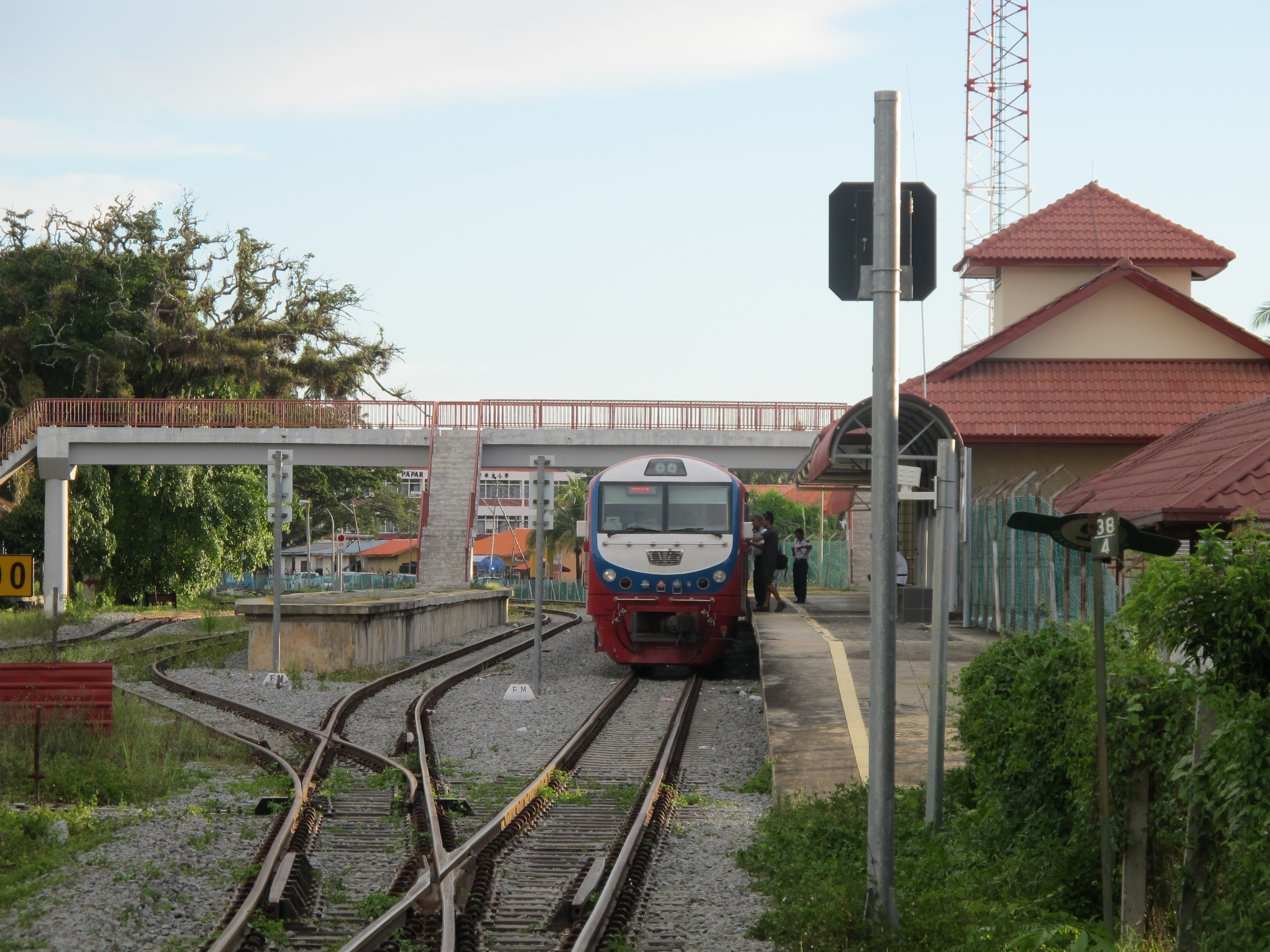
Bahnhof Papar
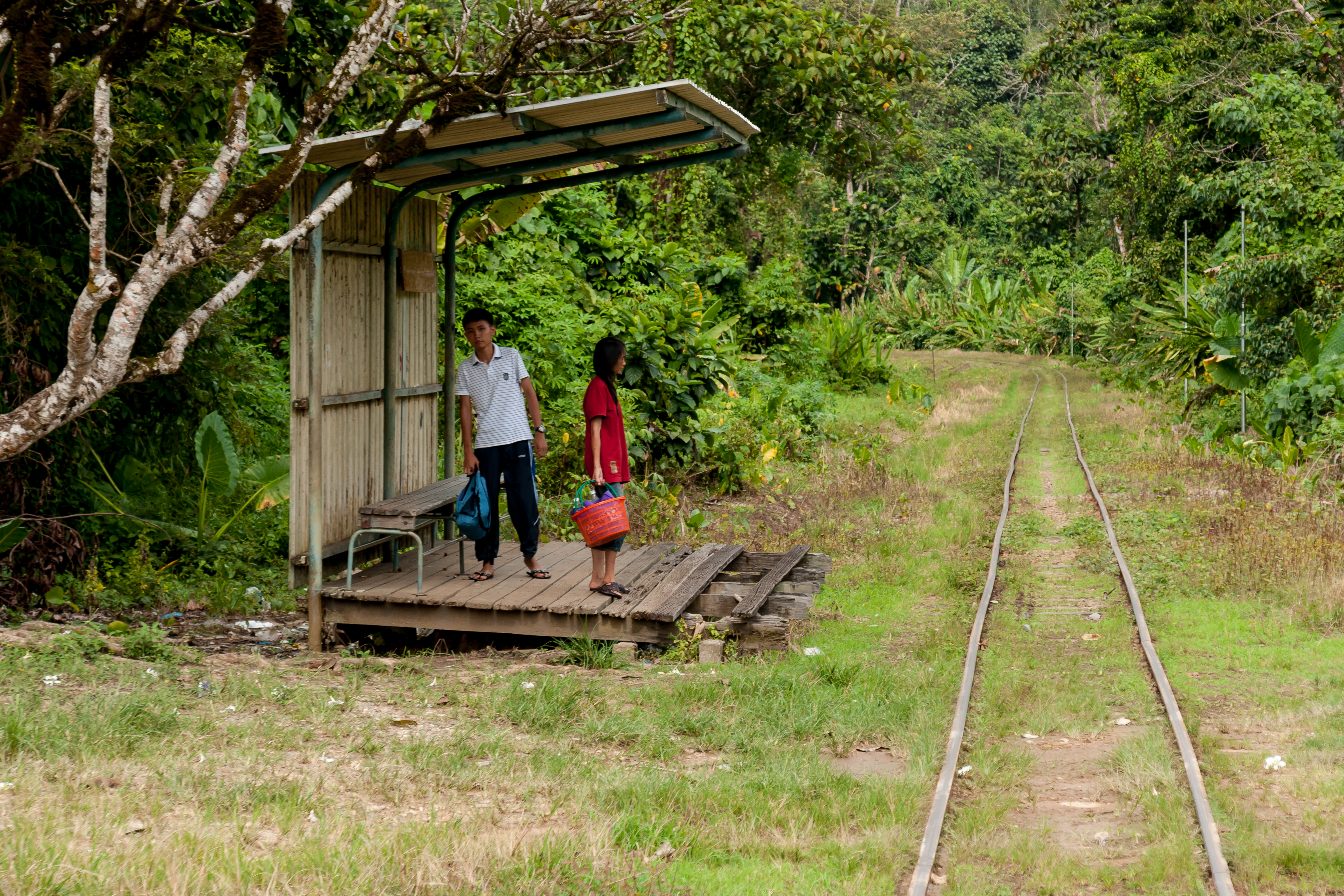
Typischer Haltepunkt im Padas-Tal

### Güterverkehr
Die Güterzüge werden mit Diesellokomotiven der Firmen Hitachi oder Kawasaki bespannt, die aus den 1970er- und 1980er-Jahren stammen. Diese Loks sind schwächer motorisiert als diejenigen, die von der Eisenbahngesellschaft Keretapi Tanah Melayu (KTM) auf der Halbinsel Malaysia benutzt werden, nämlich mit einer Leistung zwischen 320 PS und 580 PS.

### Historische Züge
Im Jahr 2000 wurde ein Joint Venture zwischen Sabah State Railway Department und Sutera Harbour Travel Sdn Bhd geschlossen, mit dem Ziel, Dampflokomotiven-Begeisterte aus aller Welt anzulocken. Die vollständig sanierten Vulcan-Dampflokomotiven werden dabei als Zugmaschinen eingesetzt. Die Reisezugwagen wurden dergestalt renoviert, dass sie dem Fahrgast die Atmosphäre der Kolonialzeit vermitteln.
Die Feuerung der Lokomotiven erfolgt im Übrigen nicht mit Kohle, sondern mit Holz.

## Die Strecke
Das komplette derzeitige Streckennetz wird sowohl für Personen- als auch Güterverkehr genutzt. Die Strecke ist eingleisig, meterspurig und nicht elektrifiziert. Die Regierung des Staates Sabah verpflichtete KTM, mit SSR zusammen kurz- und mittelfristig die Sicherheit der Eisenbahnstrecke zu verbessern. Dazu war eine Sanierung der Gleis- und der Signalanlagen sowie eine Überholung des rollenden Materials erforderlich. In diesem Zusammenhang finden auch Überlegungen statt, den Streckenabschnitt zwischen Tanjung Aru und Kota Kinabalu wieder in Betrieb zu nehmen. Ein Ergebnis ist nicht bekannt.
Die Strecke Tanjung Aru–Beaufort wurde komplett saniert und nach mehrjähriger Verzögerung im Februar 2011 wiedereröffnet. Die Strecke Beaufort–Tenom wird derzeit (Stand November 2011) saniert und soll voraussichtlich in zwei Jahren ebenfalls modernerem Standard entsprechen. Im Abschnitt Beaufort–Tanjung Aru fahren die Züge nun mit einer Geschwindigkeit von 80 km/h gegenüber der früheren von 50 km/h, in Spitzen auf einigen wenigen geraden Abschnitten sogar bis zur Höchstgeschwindigkeit der Lokomotiven von 100 km/h.
Da die Strecke Beaufort–Tenom zurzeit den Anforderungen für einen Betrieb mit den neuen Fahrzeugen nicht entspricht, ist der Fahrplan zweigeteilt. In Beaufort muss von dem modernen, klimatisierten Wagen in die unklimatisierten alten umgestiegen werden. Die Fahrgeschwindigkeit im Abschnitt Beaufort–Tenom ist niedrig, bedingt durch das Gelände und der relativ schwachen Motorisierung der Züge. Darüber hinaus birgt die Strecke besondere Gefahren wie etwa Erdrutsche nach Starkregen, wodurch der Betrieb unterbrochen oder gar für kürzere Zeit eingestellt werden muss.
Die Anbindung von Saliwangan, Halogilat, Rayoh und Pangi an das Schienennetz ist bis heute von besonderer Bedeutung, da diese Ortschaften keinen Anschluss an das Straßennetz haben.

## Fahrbetrieb
Alle Haltestellen und Bahnhöfe sind mit einer Fahrkartenausgabe ausgestattet. Für Kurzstrecken werden kartonierte Fahrkarten ausgegeben, bei längeren Strecken und Hin- und Rückfahrten wird ein Fahrschein von Hand ausgestellt.
Der Führerstand der Reisezüge wird mit zwei Mann Personal besetzt, wobei der Beimann in erster Linie den Totmannschalter (Vigilance) betätigt.
Die Strecke wird nicht elektronisch überwacht. Das Zugmeldeverfahren sieht vor, dass sich der Lokführer an jedem Bahnhof eine „Line clear order“ bzw. „Crossing Order“ vom Bahnhofsvorstand aushändigen lässt, bevor er den nächsten Streckenabschnitt befahren darf. Ein GPS-basiertes „Radio Block Signaling“ ist in den Zügen zwar eingebaut, wird aber nicht betrieben.
Die Bahnübergänge sind nur teilweise beschrankt. Allerdings ist jeder Bahnübergang mit einem Schrankenwärter besetzt, der entweder die Schranke bedient oder rechtzeitig den Straßenverkehr unterbricht. Die Schrankenwärter nehmen mit Sprechfunk Kontakt zum Lokomotivführer auf und bestätigen die freie Durchfahrt.
Nichtsdestotrotz ist festzuhalten, dass auf der ganzen Strecke damit zu rechnen ist, dass Personen, Fahrzeuge oder Tiere die Gleise überqueren. Der Lokführer betätigt deshalb nahezu unaufhörlich das Drucklufthorn.

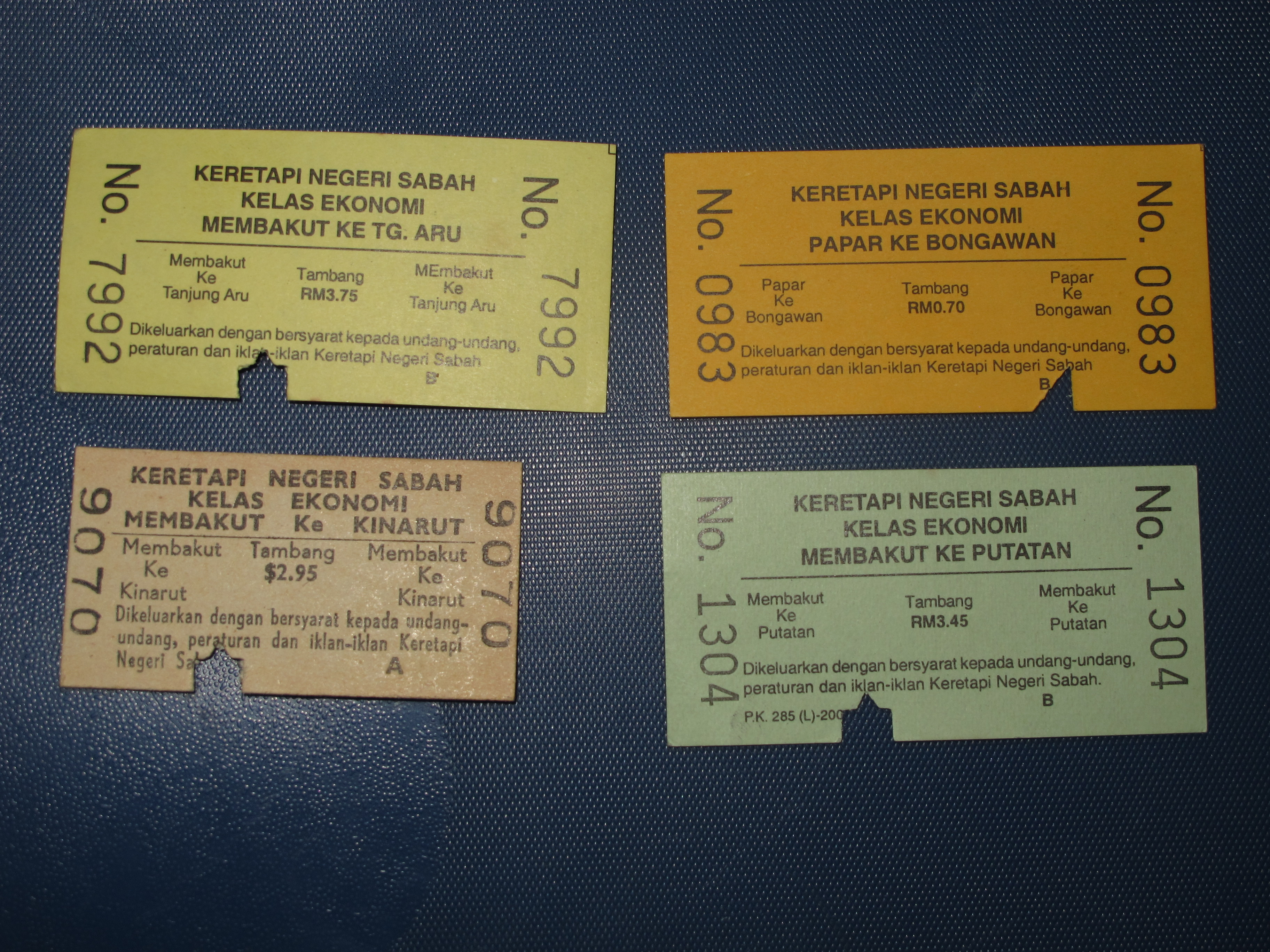
Kurzstreckenfahrscheine der Sabah State Railways
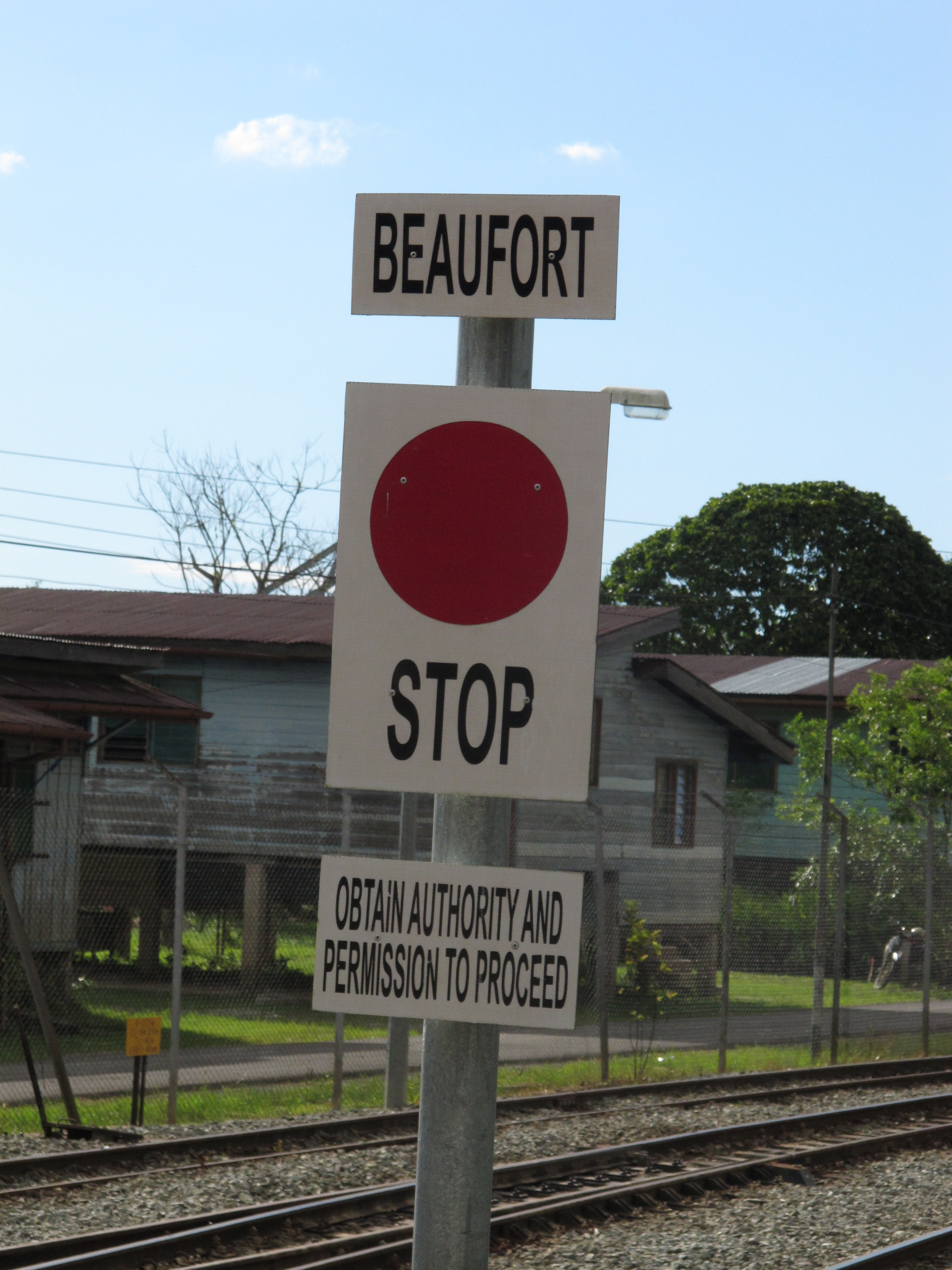
Blocksignal für den Streckenabschnitt Beaufort–Membakut
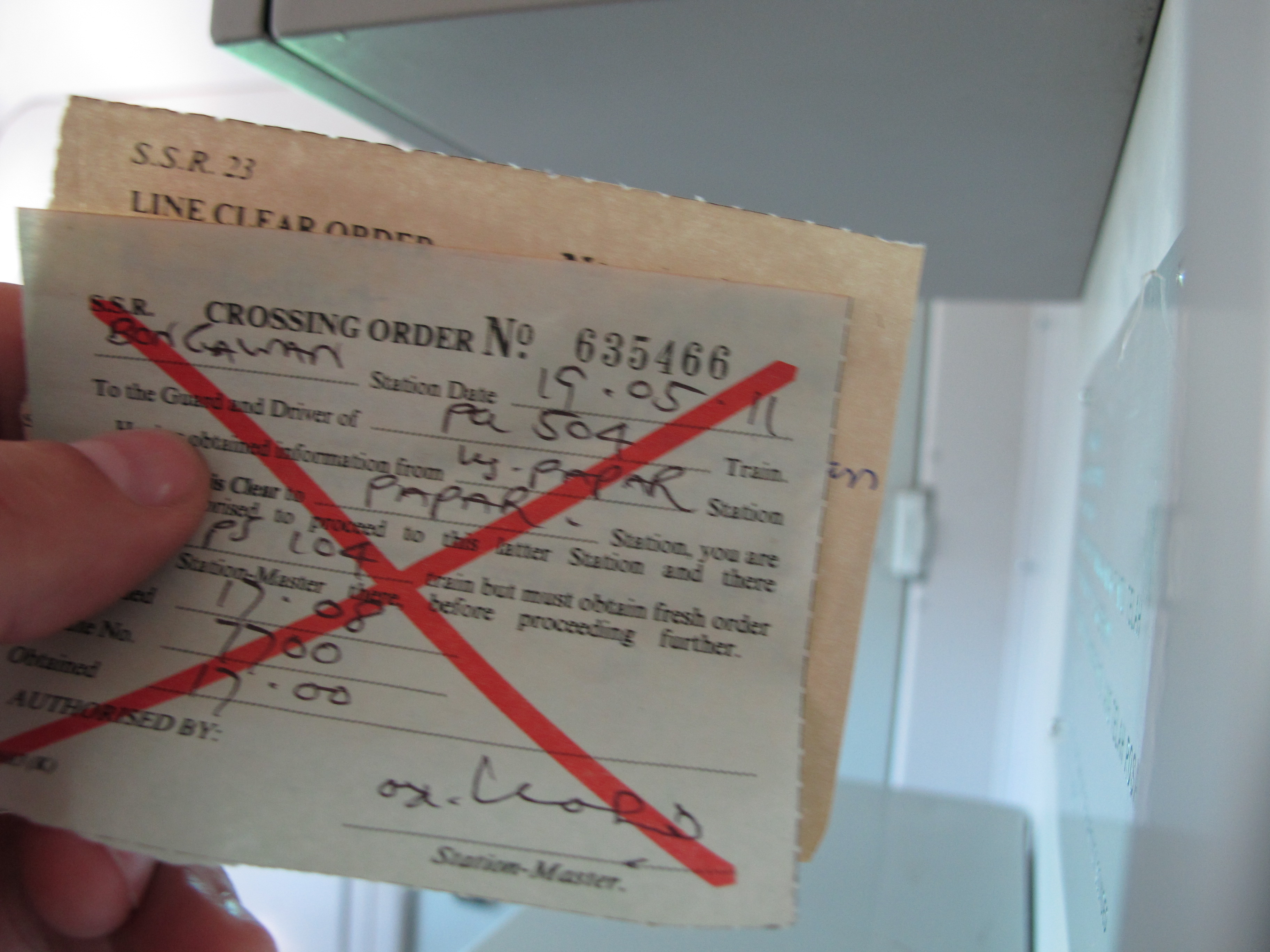
Befehl zur Zugkreuzung
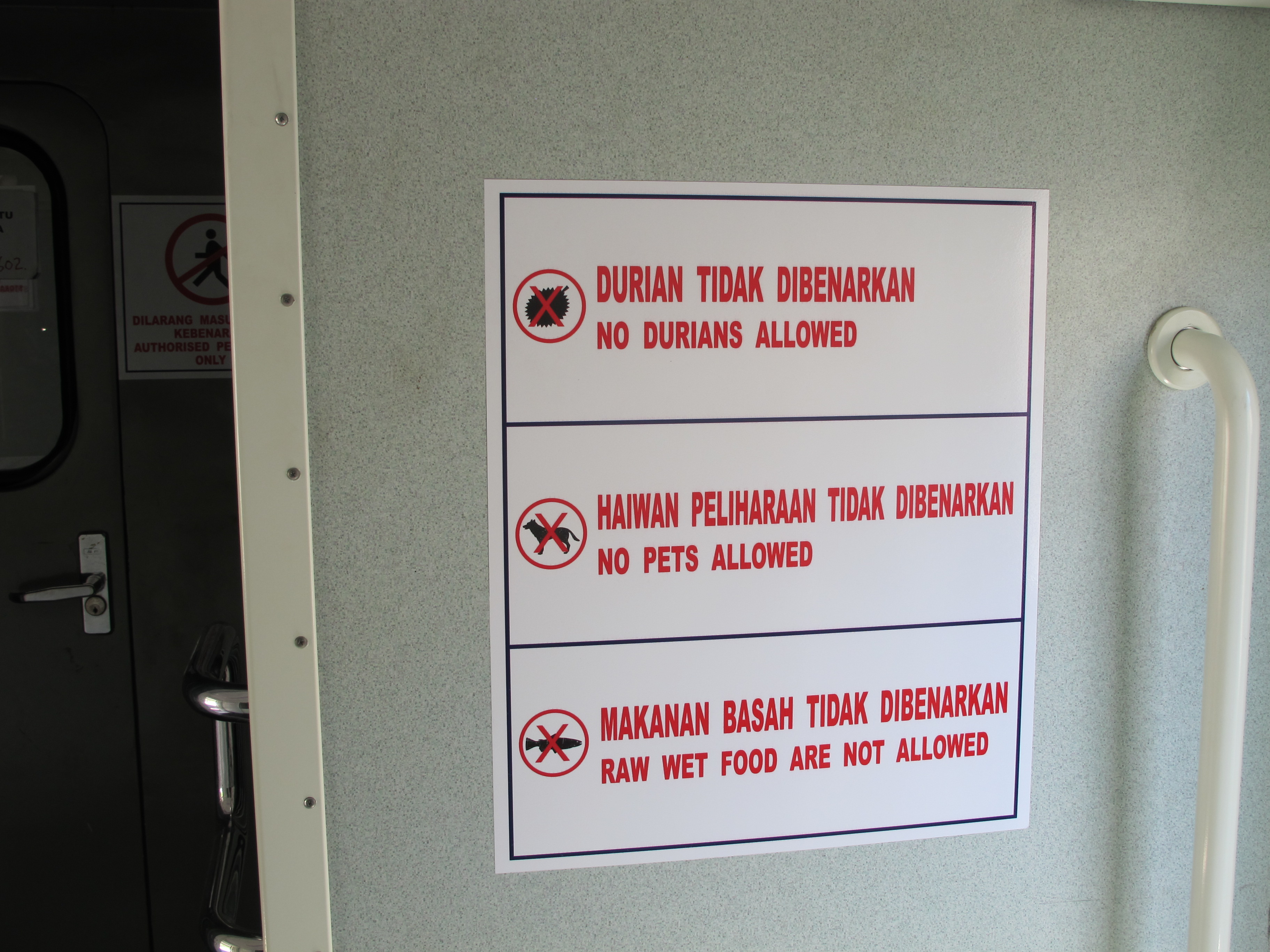
Von der Beförderung ausgeschlossen sind Durian, tote Fische und Haustiere
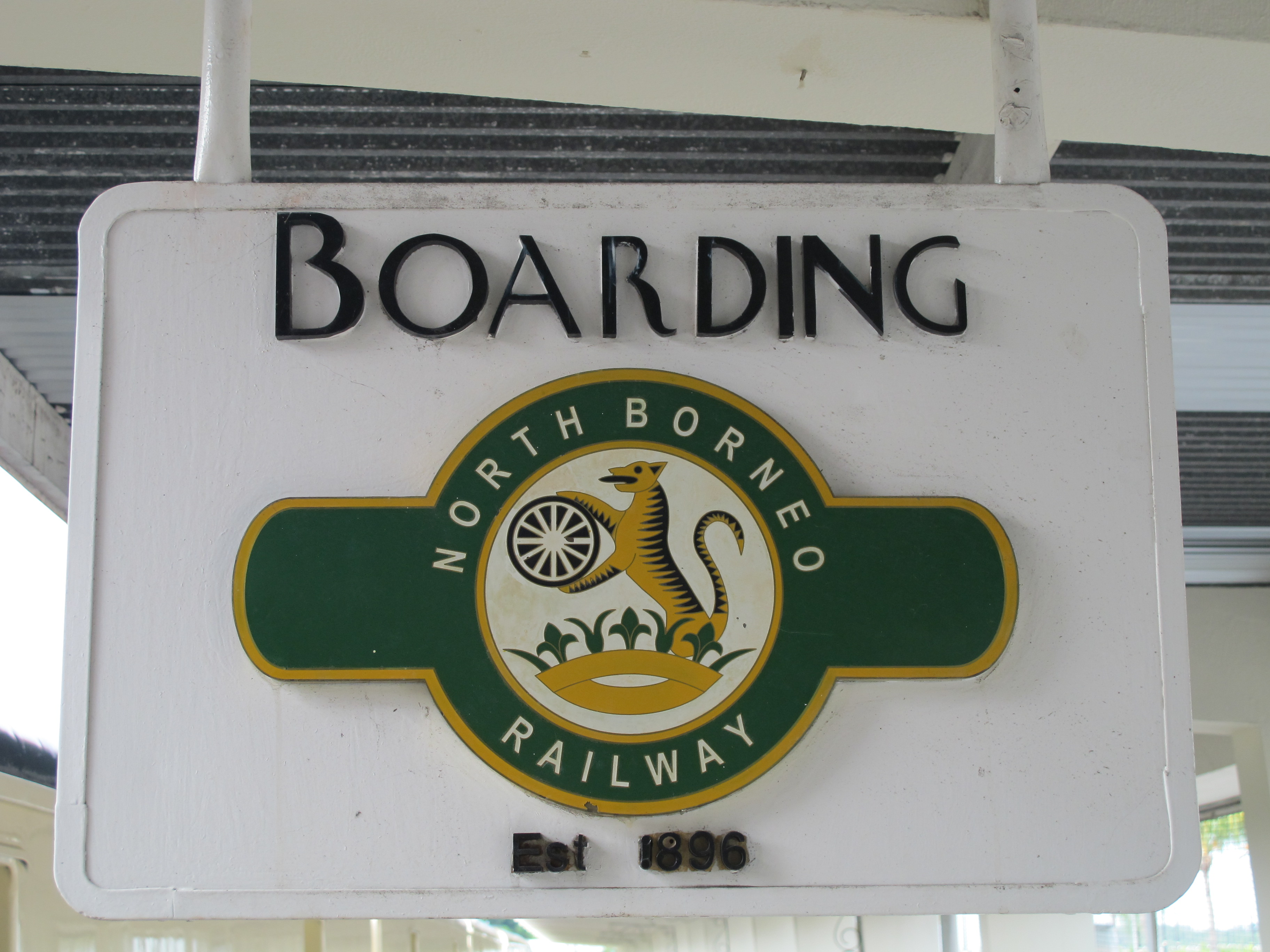
Schild am Bahnhof Tanjung Aru

## Verwaltung
Unter dem Blickwinkel der Verwaltung gesehen, begann das Zeitalter der Eisenbahn in Sabah mit Cowie im Jahr 1898. Die North Borneo Railway als eigenständige Gesellschaft wurde 1914 gegründet.
Die Verwaltung der Eisenbahn erfolgte ab 1963 vom Sabah State Railway Department als Teil der Verwaltung des Bundesstaats Sabah. Das Sabah State Railway Department war bereits am 1. August 1914 auf Grundlage des Kapitels 116 der Eisenbahnverordnung gegründet worden und gehört heute zum Ministerium für Infrastrukturentwicklung. Die Zentrale ist im Bahnhof Tanjung Aru untergebracht. Weitere Verwaltungseinheiten sind durch den nichtöffentlichen Haltepunkt „Sekretariat“ an das Schienennetz angeschlossen.
Die kürzlich erfolgten Sanierungsarbeiten wurden von SSR gemeinsam mit KTM durchgeführt. Trotzdem legt SSR großen Wert auf die Feststellung, dass Betrieb und Verwaltung von Sabah State Railways vollständig unabhängig von KTM sind.

## Direktoren der Eisenbahngesellschaft
| Zeitraum  | Direktoren der Gesellschaft          |
| --------- | ------------------------------------ |
| 1896–1902 | Keine Aufzeichnungen vorhanden       |
| 1902–1903 | T. R. Hubback                        |
| 1903–1904 | A. M. Gavey                          |
| 1904–1910 | A. J. West                           |
| 1911–1928 | J. W. Watson                         |
| 1928–1931 | J. G. Rowan                          |
| 1931–1934 | F. C. S. Philipps                    |
| 1934–1937 | J. Beatty                            |
| 1937–1940 | W. F. Smith                          |
| 1940–1945 | Keine Aufzeichnungen vorhanden       |
| 1945–1950 | Mr. Lougi                            |
| 1950–1957 | Mr. Harry Jetford                    |
| 1957–1963 | Mr. A.F. Lucorotti                   |
| 1963–1978 | Datuk Wong Len Hin                   |
| 1978–1988 | Mr. Daniel Wong Thien Sung           |
| 1989–1994 | Datuk Mohd. Tahir Jaafar             |
| 1994–1997 | Datuk Hj. H.A. Majin                 |
| 1998      | Ir. Datuk Cosmas Abah (6 Monate)     |
| 1998–2006 | Ir. Benny Wang                       |
| 2006–2008 | Ir. James Wong, P. Eng.              |
| 2008–2010 | Mohd. Arshad Hj. Abd. Razak          |
| seit 2010 | Tuan Jj. Mohd Zain bin Hj. Mohd Said |

## Freizeit und Tourismus

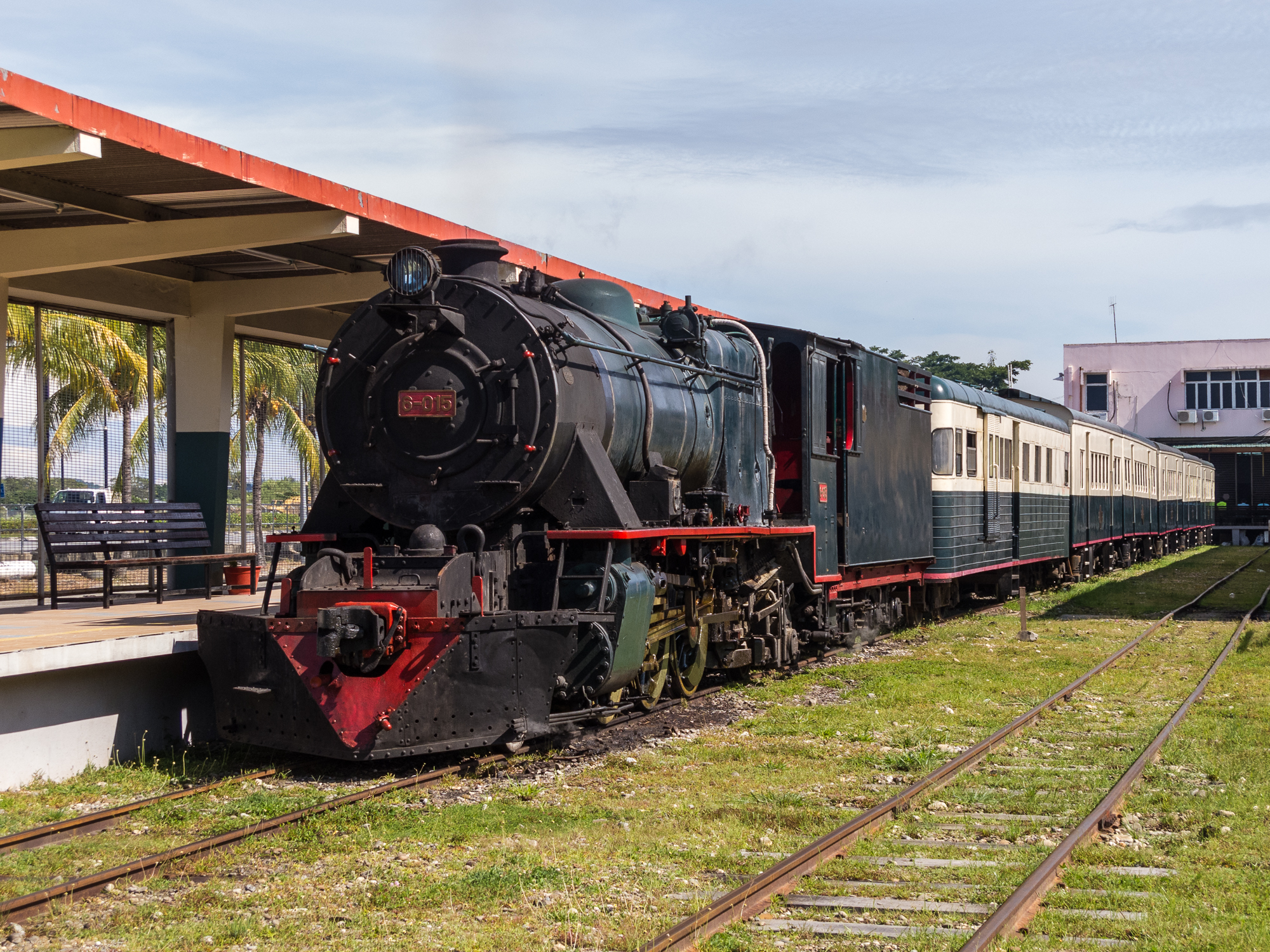
Historischer Zug

Durch die Zunahme des Tourismus in Sabah hat sich auch für die Eisenbahn eine neue Perspektive ergeben. Die Strecke Beaufort–Tenom verläuft durch die Schlucht des Padas River und wird als landschaftlich reizvoll beschrieben. Die Eisenbahn selber ist für Eisenbahnfreunde eine Attraktion für sich. Darüber hinaus werden die historischen Betriebsmittel der North Borneo Railway zu bestimmten Zeiten als Touristenattraktion von Sutera Harbour Resort betrieben, darunter die Vulcan-Dampflok 6-016, die zu den weltweit letzten holzbefeuerten Dampfloks zählt. Nachdem der Betrieb der historischen Dampflokomotiven wegen eines Erdrutsches und der nachfolgenden Sanierung der Strecke im Jahr 2008 eingestellt worden war, wurde er im Juli 2011 wieder aufgenommen. Die Fahrt mit der Volcano beginnt in Tanjung Aru. In Kinarut wird ein halbstündiger Zwischenhalt eingelegt. Die Fahrt wird in Papar unterbrochen, um die Lokomotive abzuölen, auf der Drehscheibe zu wenden und Wasser zu nehmen. Die Rückfahrt erfolgt ohne Zwischenhalt.
Die Einstufung von Sabah durch die Tourismusindustrie als „leichtes Abenteuer“ wird wahrscheinlich auch mit einer Zunahme der Fahrgastzahlen einhergehen.

## Unfälle
9. April 2008

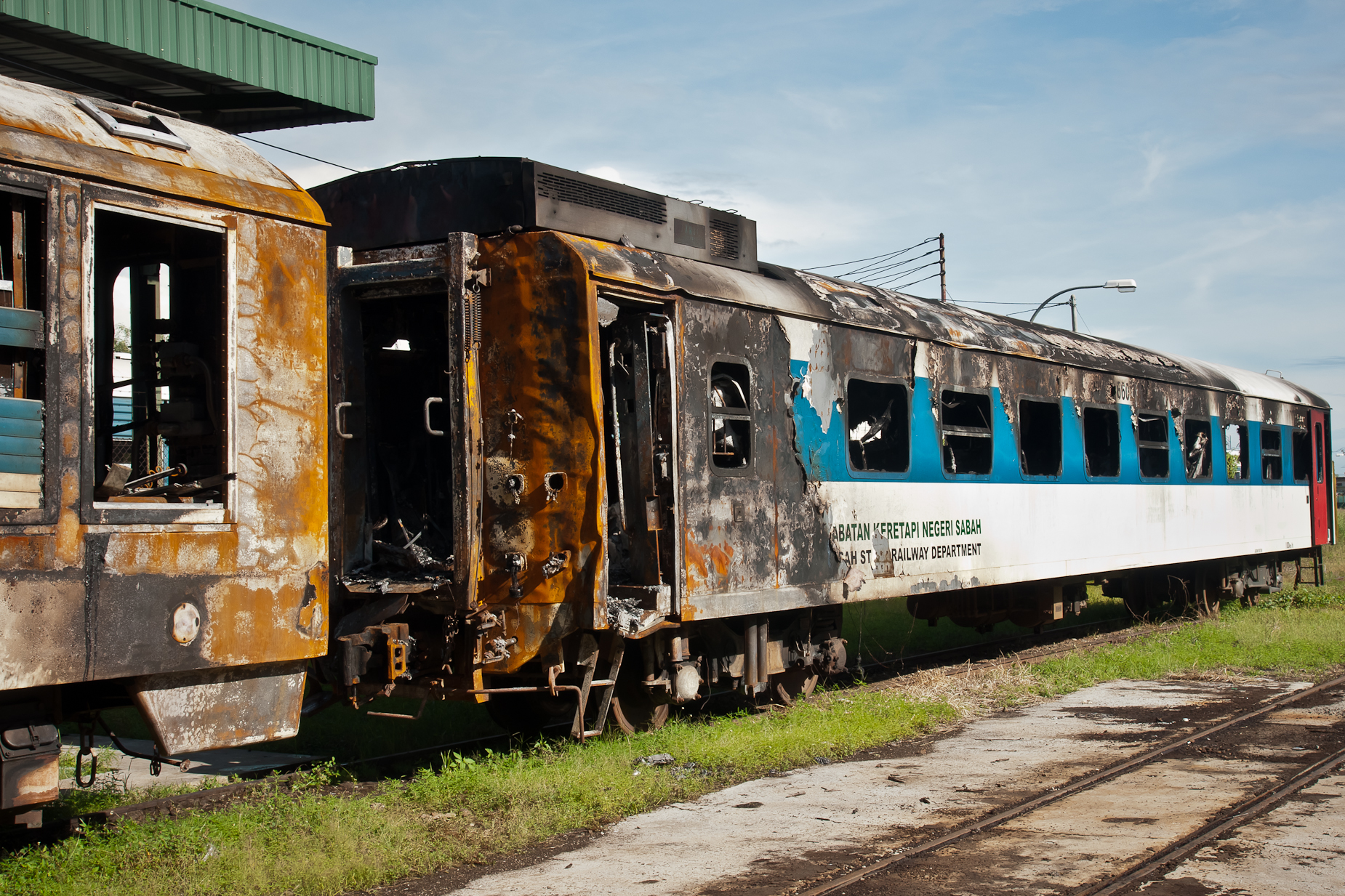
Ausgebrannte Wagen nach dem Unglück am 1. November 2011

Am 9. April 2009 um 14:50 Uhr entgleiste eine Lokomotive mit zwei Reisezugwagen auf der Fahrt von Tenom nach Beaufort. Nach tagelangen Regenfällen war der Unterbau aufgeweicht. Der Zug stürzte drei Kilometer hinter Tenom in den etwa 10 bis 15 m tiefer gelegenen Padas River. Dabei starben zwei Reisende und zahlreiche andere wurden verletzt.
 1. November 2011
Am 1. November 2011 stieß der mit 200 Personen besetzte Zug um 17:30 Uhr zwischen den Haltestellen Tanjung Aru und Putatan auf der Höhe des Flughafenterminals mit einem Tanklastzug zusammen. Das Tankfahrzeug der Shell Timur Sdn Bhd hatte einen der vielen illegalen Eisenbahnübergänge benutzt, um die in unmittelbarer Nähe der Unfallstelle gelegene Tankstelle Kepayan zu beliefern. Beim Zusammenstoß wurden 12 Personen verletzt; der mit 27.000 Litern Kraftstoff beladene Tanklastzug explodierte und brannte völlig aus.

## Sonstiges
Das ehemalige Depot in Tanjung Aru beherbergte eine Fülle von historischen Wagen und Lokomotiven. Da die Beschaffung von Ersatzteilen in der Regel schwierig und kostspielig ist, dienen viele Fahrzeuge als Ersatzteilspender für die noch in Betrieb befindlichen Züge. Ein Großteil dieses Erbes des Eisenbahngeschichte wurde 2015 in das neue Depot bei Kinarut verlegt.
Während im Streckenabschnitt von Tenom nach Beaufort ein mit zwei an den Seitenwänden installierten Holzbänken ausgestatteter Güterwagen speziell für die Beförderung von Waren aller Art und Tieren vorgesehen ist, ist in den Zügen zwischen Beaufort und Tanjung Aru die Mitnahme von Durian-Früchten, frischgeschlachteten Fischen und Haustieren im Zug nicht erlaubt.